# Suffolk County (Massachusetts)
Das Suffolk County ist ein County im Bundesstaat Massachusetts der Vereinigten Staaten. Der Verwaltungssitz (County Seat) ist Boston. Das U.S. Census Bureau hat bei der Volkszählung 2020 eine Einwohnerzahl von 797.936 ermittelt.
Nach Abschaffung der Bezirksregierung 1997 existiert das County nur noch als historische geographische Region und dient einigen administrativen Zwecken.

## Regierung
Wie eine knappe Mehrheit der Countys in Massachusetts besitzt Suffolk County heute keine County-Regierung mehr. Alle vorherigen Aufgaben des Countys wurden 1997 durch Staatsbehörden übernommen. Der Sheriff und einige andere regionale Beamte mit besonderen Aufgaben werden noch immer lokal gewählt, um Aufgaben innerhalb des Countys wahrzunehmen. Die Gemeinden haben nun eine größere Autonomie und können regionale Verträge abschließen, um Dienstleistungen gemeinsam anzubieten.

## Geographie
Das County hat eine Fläche von 311 Quadratkilometern, wovon 160 Quadratkilometer Wasserfläche sind. Es grenzt im Uhrzeigersinn an folgende Countys: Essex County, Norfolk County und Middlesex County.

## Geschichte
Suffolk County war 1643 eines von vier Gründungscountys von Massachusetts.
Im County liegt ein Ort von herausragender historischer Bedeutung, der als National Historic Site ausgezeichnet ist, die Boston African American National Historic Site. Des Weiteren existiert der Boston National Historical Park im County, der wichtige Schauplätze der Amerikanischen Revolution umfasst. 59 Stätten haben den Status einer National Historic Landmark, von denen bis auf eine alle in Boston liegen. 301 Bauwerke und Stätten des Countys sind insgesamt im National Register of Historic Places eingetragen (Stand 17. November 2017).

## Demographie
Laut der Volkszählung im Jahr 2000 lebten im Suffolk County 689.807 Einwohner in 278.722 Haushalten und 139.082 Familien. Die Bevölkerung setzte sich aus 57,76 Prozent Weißen, 22,24 Prozent Afroamerikanern, 7,00 Prozent Asiaten und 0,39 Prozent amerikanischen Ureinwohnern zusammen. 15,52 Prozent der Bevölkerung waren spanischer oder lateinamerikanischer Abstammung. Das Prokopfeinkommen betrug 22.766 US-Dollar; 14,9 Prozent der Familien sowie 19,0 Prozent der Bevölkerung lebten unter der Armutsgrenze.

## Städte und Gemeinden
- Boston
- Chelsea
- Revere
- Winthrop